# 吉田多宏
吉田 多宏（よしだ かずひろ、1942年12月12日 - 2021年1月5日）は、日本のサクソフォーン奏者・音楽家・作曲家。ジャズのサックス奏者・フルート・クラリネット奏者として活動した。

## 来歴
群馬県太田市（旧新田郡尾島町）出身。小学校5年生の時、トランペット奏者の実兄（後に「スマイリー小原とスカイライナーズ」「東京キューバン・ボーイズ」等で活動した吉田智次郎）の影響でクラリネットを始める。この頃米軍・極東放送網（FEM）から流れるジャズに触発され17歳でプロとなる。 翌年、米国のアルトサックス奏者チャーリー・パーカーに影響され、アルト・サクソフォーンに転向。21歳で上京、 都内のナイトクラブ、キャバレー等での演奏の傍らジャズ喫茶（現ライブハウス）での活動を始める。23歳の時に「吉田多宏クインテット」を結成。同クインテット及び吉田個人は当時の「スイングジャーナル」の人気投票で、常に上位にランキングされた。 活動期は田辺伸一、平岡精二、大野肇、渡辺貞夫らと共演した。2021年1月5日、78歳没。